# Gesellschaft für Theatergeschichte
Die Gesellschaft für Theatergeschichte ist eine Vereinigung von Germanisten, Theaterwissenschaftlern und an der Geschichte des Theaters interessierten Laien, Regisseuren, Schauspielern, Intendanten, die sich der Erforschung der Theatergeschichte widmen.

## Geschichte
Sie wurde am 6. April 1902 auf Initiative des Publizisten und Chefredakteurs der Zeitschrift Bühne und Welt, Heinrich Stümcke, gegründet. Ludwig Geiger wurde zum Vorsitzenden, Stümcke zum Schriftführer und der Verleger Georg Elsner zum Schatzmeister gewählt. Schon 1903 gehörten der Gesellschaft 370 Mitglieder an. Ebenfalls 1902 erschien die erste Publikation der Gesellschaft. Zu Ehrenmitgliedern wurden der Schauspieler Friedrich Haase und Herzog Georg II. von Sachsen-Meiningen ernannt.
Ein bedeutendes Ereignis in der Geschichte der Gesellschaft war die Deutsche Theaterausstellung, die vom 1. November 1910 bis 2. Januar 1911 in Berlin stattfand.
1919 wurde der Begründer des Faches Theaterwissenschaft an der Berliner Universität, Max Herrmann zum Vorsitzenden der Gesellschaft gewählt. Nach dem Tode Heinrich Stümckes im Jahr 1923 wurde zu seinem Nachfolger als Schriftführer Hans Knudsen ernannt. Nach der Gründung des ersten deutschen Theaterwissenschaftlichen Instituts an der Berliner Universität im Jahr 1923 wurden die theatergeschichtlichen Sammlungen der Gesellschaft als Dauerleihgabe in das Institut überführt. Weitere Ehrenmitglieder wurden der Schauspieler und Theaterleiter Ludwig Barnay, der Schauspieler Max Grube und Max Reinhardt. 1933 hatte die Gesellschaft 332 Mitglieder.
Nach der Machtergreifung der Nationalsozialisten im Jahr 1933 wurde Max Herrmann auf Betreiben der Vorstandsmitglieder Hans Knudsen und Georg Elsner wegen seiner jüdischen Abstammung seines Amtes enthoben. Vorsitzender wurde Otto Leers, ehemaliger badischer Kultusminister. 1935 trat Leers zurück und Wolfgang Goetz wurde zu seinem Nachfolger gewählt. 1940 wurde der preußische Minister Johannes Popitz Vorsitzender des Vereins. Während des Krieges ruhte die Arbeit und es gab keine weiteren Zusammenkünfte oder Mitgliederversammlungen.
Der Theaterleiter Kurt Raeck belebte die Gesellschaft nach dem Zweiten Weltkrieg erneut. Er übernahm den Vorsitz bis 1976. Ihm folgte der Hamburger Theaterwissenschaftler Diedrich Diederichsen bis 1988. Danach übernahm bis 1994 der Literaturwissenschaftler Peter Sprengel und ab 1994 bis 2005 der Theaterwissenschaftler Peter Schmitt den Vorsitz. Als Schriftführer wirkte von 1950 bis 1978 Herbert A. Frenzel. Ihm folgten in diesem Amte Harald Zielske, Matthias Braun und die Theaterwissenschaftlerin Anja Hentschel.
Schatzmeister war bis 1957 Walther Unruh, ihm folgte Walther Karsch, der in diesem Amt bis zu seinem Tode 1975 verblieb. Danach wurden die Finanzen von der Theaterwissenschaftlerin Bärbel Rudin bis 1994 verwaltet. Ab 1994 übernahm Lothar Schirmer, damals Oberkustos der Theatersammlung des Berlin Museums, dieses Amt zwanzig Jahre lang. In dieser Zeit wurden weitere Ehrenmitglieder ernannt, u. a. Maximilian Schochow, Friedrich Michael und Alois Maria Nagler (1976), Harald Zielske (1998) und Lothar Schirmer (2014). Vorsitzender wurde im Jahre 2005 Paul S. Ulrich, Schriftführer Stephan Dörschel und Schatzmeister ab 2014 Ralf Schuster.
Die Arbeit des Vereins dient der wissenschaftlichen Erforschung der Theatergeschichte. Dazu wurden zwei Buchreihen herausgegeben, die Schriften der Gesellschaft für Theatergeschichte, in der 81 Bände bis 2019 erschienen sind. Neben der weiteren Reihe Kleine Schriften der Gesellschaft für Theatergeschichte (bisher 41 Bände) ist eine Vielzahl von kleineren Schriften von den Mitgliedern herausgegeben worden. Im Jahre 2015 wurde ein wissenschaftlicher Ausschuss eingesetzt, durch den das Zusammenwirken der Theaterwissenschaftler des deutschen Sprachraums befördert werden soll. Die Gesellschaft veranstaltet Colloquien und vergibt seit 2009 einen Förderpreis für hervorragende Magister- und Masterarbeiten im Bereich der Theaterwissenschaften.